# Nelson Ramos Barretto
Nelson Ramos Barretto (Rio de Janeiro, 1 de Maio de 1955), é um jornalista e escritor brasileiro que trata de assuntos ligados a reforma agrária, agronegócio e propriedade privada no Brasil.

## Biografia
Seu pai foi professor e pesquisador da Universidade Rural do Rio de Janeiro (UFRRJ), mas Nelson foi se formar na UnB, onde teve sua monografia de conclusão do curso de jornalismo transformada no livro "Reforma Agrária - o Mito e a Realidade". Foi membro da TFP (Tradição, Família e Propriedade) em Brasília, exercendo o cargo de assessor parlamentar da associação na cidade.
Colabora atualmente com o Instituto Plinio Corrêa de Oliveira (IPCO), presidido por Adolpho Lindenberg, primo do falecido líder católico Plinio Corrêa de Oliveira, e a Associação Paz no Campo junto ao príncipe Dom Bertrand de Orléans e Bragança, autor de um livro sobre questões ambientais. Também é articulista da "Revista Catolicismo". Atualmente reside em Brasília.

## Publicações
- 1996 - "Reforma agrária semeia assentamentos, assentados colhem miséria e desolação: reportagem da TFP revela a verdade inteira", com Paulo Henrique Chaves, Sociedade Brasileira de Defesa da Tradição, Família e Propriedade, Comissão de Estudos Agrários.
- 2003 - "Reforma Agrária - o Mito e a Realidade: História dos Assentados, Contadas por eles Mesmos", Coleção Em defesa do Agronegócio Vol.1, Ed. Artpress.
- 2004 - "Trabalho Escravo: Nova Arma Contra a Propriedade Privada", Coleção Em defesa do Agronegócio Vol.2, Ed.Artpress.
- 2007 - "Revolução Quilombola", Ed.Artpress.
- 2009 - "Agropecuária Atividade de Alto Risco", com Paulo Henrique Chaves, Ed.Artpress.
- 2009 - "Tribalismo Indígena: Ideal Comuno-Missionário para o Brasil no século XXI: 30 anos depois", com Paulo Henrique Chaves.